# Хід білої королеви (фільм)
«Хід білої королеви» (рос. «Ход белой королевы») — російський радянський повнометражний кольоровий художній фільм, поставлений на Кіностудії «Ленфільм» в 1971 році режисером Віктором Садовським.
Прем'єра фільму в СРСР відбулася 24 квітня 1972 року.

## Зміст
Після багатьох років, які він присвятив участі у гірськолижних чемпіонатах і тренуванню інших спортсменів, тренер вирішує залишити цю справу. Та його улюблена учениця, яка нещодавно виграла великий чемпіонат, не хоче, щоб ця чудова людина перестала допомагати іншим. Біла королева умовляє його залишитися і дає йому новий сенс життя.

## У головних ролях
- Світлана Головіна — Наталія Скуратова
- Кирило Лавров — Степан Чудінов, тренер з лиж, інженер
- Вікторія Федорова — Аліса Бабуріна
- Микола Озеров — Євген Каричев, спортивний репортер

## У ролях
- Анатолій Папанов — батько Наташі
- Євген Євстигнєєв — Дрижік, перукар
- Леонід Куравльов — Тюліков, тренер Бабурін
- Олексій Смірнов — Тимофій Крижалов, невдалий рятівник
- Олексій Кожевников — кореспондент газети
- Йосип Конопацький — Ворохтін, голова міськвиконкому
- Костя Корнаков — Сергунок Орлов

## В епізодах
- Микола Сергєєв — Іван Чудінов, дідусь Степана, рибалка
- Людмила Стариціна — Маша Богданова
- Анатолій Абрамов — дядя Костя
- Олександр Суснін — лейтенант командир групи лижників-розвідників льодової траси «Дороги життя»
- Степан Крилов — заст. командира групи лижників-розвідників льодової траси «Дороги життя»
- Пантелеймон Кримов — контр-адмірал
- Віра Кузнецова — мати Наташі
- Анатолій Королькевич — іноземний уболівальник
- Євген Яценко — епізод
- Володя Перевалов — Степан Чудінов в 1941 році хлопчик-провідник групи лижників-розвідників
- Люда Васютинська — Катя
- У титрах не вказані:
- Сергій Дворецький — співробітник Чудинова
- Гелена Івлієва — секретар голови міськвиконкому
- Володимир Карпенко — уболівальник
- Гелій Сисоєв — фотограф у військовому госпіталі
- Олег Хроменков — суддя на трасі

У фільм включені кадри, зняті на першості світу з лиж в Високих Татрах

## Знімальна група
- Сценаристи — Льва Кассіль, Віктор Садовський
- Режисер-постановник — Виктор Садовський
- Головний оператор — Борис Томаківський
- Сооператор — Микола Покопцев
- Головний художник — Борис Бурмістров
- Режисер — Н. Окунцева
- Композитор — Владлен Чистяков
- Текст пісні— Михайла Ножкіна
- Звукооператори — Анна Волохова, Елеонора Казанська
- Монтажер — Є. Шкультіна
- Редактор — Юрій Медведєв
- Художники:
по гриму — Р. Кравченко, Б. Соловйов
по костюмах — Н. Кирина
- Декоратор — И. Корзаков
- Асистенти:
режисера — Алла Бурмістрова, Валерій Родченко
оператора — В. Іванов, А. Пучков, К. Тихоміров
художника — Л. Смілова
- Комбіновані зйомки:
Художник — А. Олександров
Оператор — Л. Полікашкін
- Консультанти — А. Баженов, В. Каменський
- Директор картини — Георгій Гуров

## Визнання і нагороди
- 1971 — Третій приз «Бронзова медаль» на IV ВКФ спортивних фільмів в Одесі, УРСР (1972).
Приз «Кришталевий кубок» Комітету з фізичної культури і спорту при РМ СРСР та Федерації спортивного кіно СРСР на V ВКФ (1972).
Почесний диплом фільму на XXIII МКФ трудящих в (Чехословаччини) (1972).
Почесна «Золота медаль» Олімпійського комітету Італії режисерові Віктору Садовському.
Гран-прі на XXVII МКФ спортивних фільмів в Кортіна д'Ампеццо, Італія (1972).
Головний приз «Золотий рододендрон» на XXI МКФ фільмів «Чітта ді Тренто» про гори та їх дослідженнях в Тренто, ІталІя (1973).
Почесний диплом фільму на XXIII МКФ трудящих, (ЧССР) (1972).